# جين فيرغسون (صحفية)
جين فيرغسون (بالإنجليزية: Jane Ferguson)‏ هي صحفية أيرلندية، ولدت في 1984 في أيرلندا الشمالية في المملكة المتحدة.